# Handtrommel

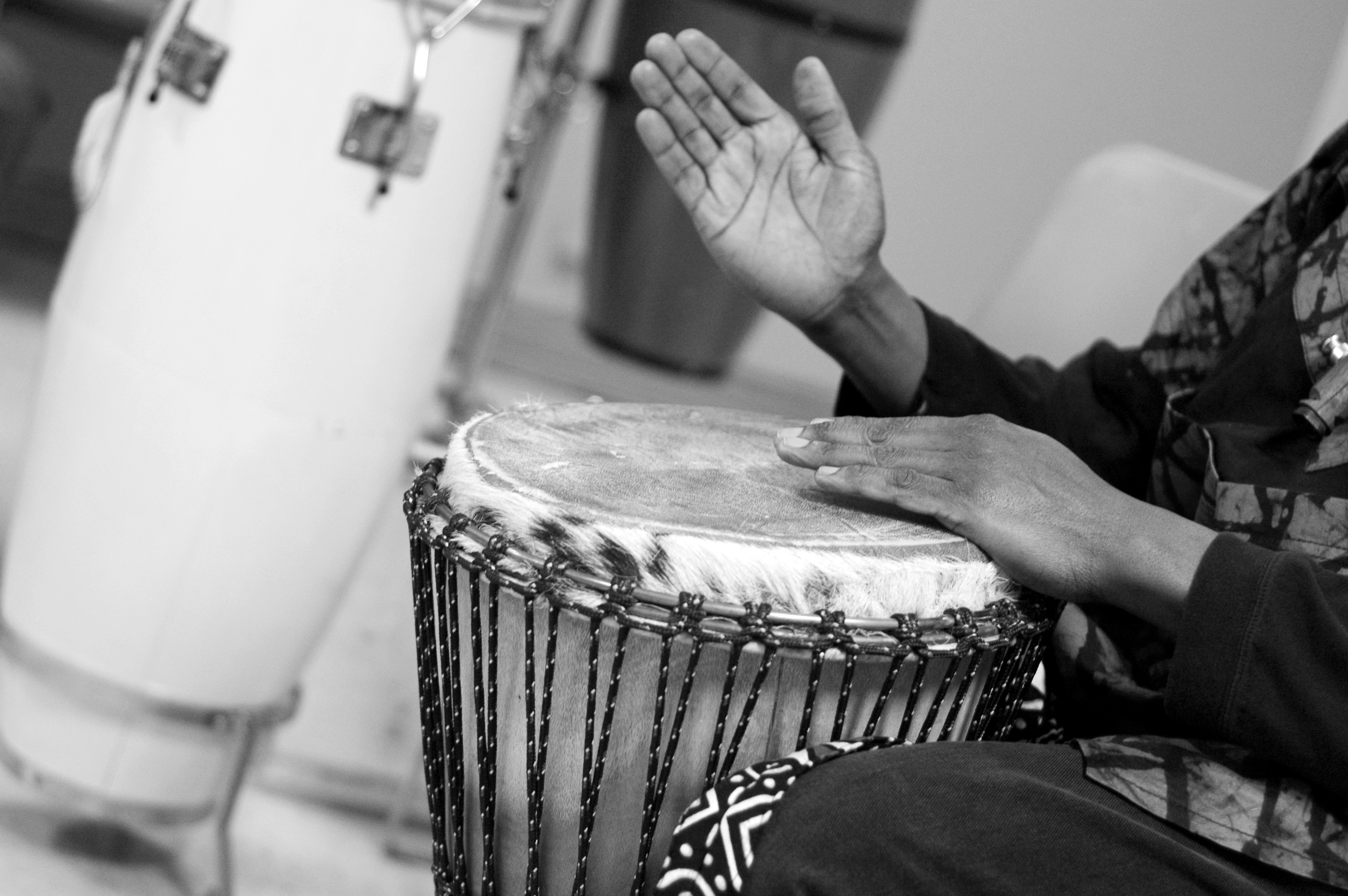
Handtrommel

Eine Handtrommel ist eine Trommel, die normalerweise durch das Schlagen einer oder beider bloßer Hände statt eines Schlägels oder Sticks oder anderem gespielt wird. Man unterscheidet die mit der Hand gehaltenen Einhandtrommeln von auf dem Boden stehenden oder vor dem Körper hängenden Zweihandtrommeln. Die einfachste Art der Handtrommel ist die Rahmentrommel, die meist aus einem, auf einer Seite mit einem Trommelfell bespannten kreisrunden Rahmen besteht.
Handtrommel ist eine spieltechnische, aber keine instrumentenkundliche Kategorie. Als Handtrommel kann prinzipiell jeder Trommeltyp eingesetzt werden. Das Wort „Handtrommel“ wird gelegentlich auch als Synonym für „Rahmentrommel“ und damit für eine in der Hand gehaltene Trommel einschließlich der Stieltrommel verwendet. Bechertrommeln, eine Korpusform der Röhrentrommeln, werden generell mit den Händen geschlagen.

## Beispiele für Handtrommeln
Rahmentrommeln
- Bodhrán ist eine irische Rahmentrommel.
- Daf, auch daff, def, orientalische Rahmentrommel.
- Daira, auch daire, dayereh, doira, vom Balkan bis Zentralasien verbreitete Rahmentrommel.
- Ghaval, auch dahira, Rahmentrommel in Armenien und Aserbaidschan.
- Tamburin, eine einfache Rahmentrommel, teilweise mit Schellen kombiniert zum Schellentamburin.
- Tar, im Orient verbreitet, mit und ohne Schellenkranz.

Bechertrommeln
- Darbuka, arabische Bechertrommel

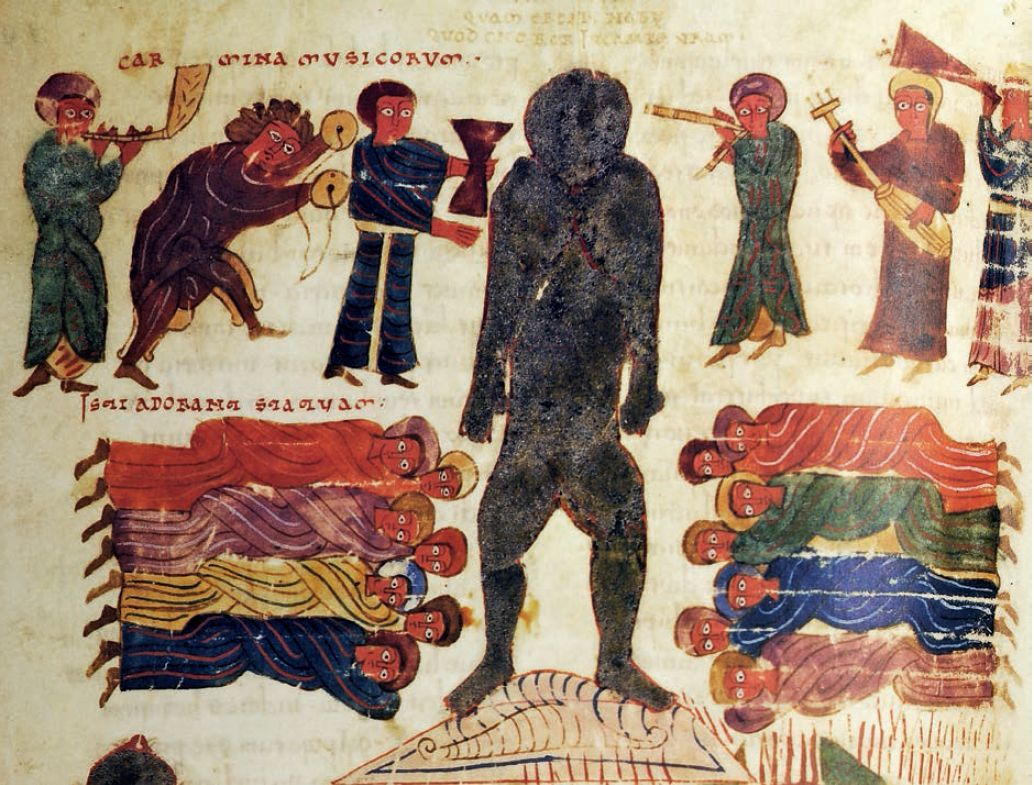
Orchester des Nebukadnezar nach. Der Musiker in der Mitte schlägt eine mit dem Fell nach unten gehaltene Bechertrommel mit der rechten Hand von unten in der bis heute für die taʿārija in Marokko üblichen Spielposition. Illuminierte Handschrift Valcavado Beatus aus al-Andalus, 970 n. Chr.

- Djembé, eine große, einseitig bespannte Trommel in Becherform, die im Westen bekannteste afrikanische Trommel.
- Ozi, eine bis zu drei Meter lange Bechertrommel in Myanmar.
- Taʿārija, kleine schlanke Tontrommel in der marokkanischen Volksmusik, die in dieser Form auch im mittelalterlichen islamischen al-Andalus verbreitet war.
- Tombak ist die persische Bechertrommel aus Holz.
- Zerbaghali ist die afghanische Bechertrommel aus Ton.

Sanduhrtrommeln
- Dhadd, im nordindischen Bundesstaat Punjab.
- Idakka, im südindischen Bundesstaat Kerala.
- Tsuzumi, Sanduhrtrommel in Japan.

Kesseltrommeln
- Tabla, Kesseltrommelpaar in der indischen Musik.
- Tabla tarang, seltenes Melodieinstrument in der indischen Musik.

Sonstige Röhrentrommeln
- Atabaque, eine Fasstrommel, in der brasilianischen Musik die bekannteste traditionelle Handtrommel.
- Congas und Bongos, Fasstrommeln, die hauptsächlich afro-kubanische Musikinstrumente sind.
- Timba konische Röhrentrommel, die seit den 1980er Jahren in Brasilien eine wichtige Rolle spielt.